# جاناتان آدامز
جاناتان آدامز (انگلیسی: Jonathan Adams؛ زادهٔ ۱۶ ژوئیهٔ ۱۹۶۷) یک هنرپیشه اهل ایالات متحده آمریکا است. وی از سال ۱۹۹۳ میلادی تاکنون مشغول فعالیت بوده‌است.

## گزیده فیلم‌شناسی
از فیلم‌ها یا برنامه‌های تلویزیونی که وی در آن نقش داشته‌است می‌توان به آثار زیر اشاره کرد.
- سلول قهرمان (۲۰۰۱)
- دورمامو (۲۰۰۷)
- سوپرمن/بتمن: دشمنان مردم (۲۰۰۹)
- لیگ عدالت: فاجعه در دو زمین (۲۰۱۰)
- فریژر (۲۰۰۱)
- استخوان‌ها (مجموعه تلویزیونی) (۲۰۰۵–۰۶)
- یگان (مجموعه تلویزیونی) (۲۰۰۶)
- ۲۴ (مجموعه تلویزیونی) (۲۰۰۷، ۲۰۰۹)
- ان‌سی‌آی‌اس (۲۰۰۷)
- بوستون لیگال (۲۰۰۸)
- ان‌سی‌آی‌اس: لس آنجلس (۲۰۰۹)
- کدبانوهای وامانده (۲۰۱۰)
- خانواده غیرمعمولی (۲۰۱۰)
- کسل (مجموعه تلویزیونی) (۲۰۱۱–۱۴)
- مهره سوخته (۲۰۱۱)
- انتقام (مجموعه تلویزیونی) (۲۰۱۲–۱۳)
- نیکیتا (۲۰۱۳)
- افسانه کورا (۲۰۱۳)
- روزی روزگاری (مجموعه تلویزیونی آمریکایی) (۲۰۱۴)
- گردآوری انتقامجویان (مجموعه تلویزیونی) (۲۰۱۵)
- مرد جاذب (۲۰۱۵)
- مرد با یک نقشه (مجموعه تلویزیونی) (۲۰۱۷)
- گالاکتوس (۲۰۱۱)
- دیابلو ۳ (۲۰۱۲)
- دنیای وارکرافت: مه‌هایی از پانداریا (۲۰۱۲)
- هیتمن: آمرزش (۲۰۱۲)
- لیگ افسانه‌ها (۲۰۱۳)
- دیابلو ۳: دروگر ارواح (۲۰۱۴)
- دنیای وارکرفت: لژیون (۲۰۱۶)
- برای افتخار (۲۰۱۷)